# Der Lichtblick
Der Lichtblick (Eigenschreibweise: der lichtblick) ist die am längsten durchgängig herausgegebene deutsche Gefangenenzeitschrift und wird seit 1968 in der Justizvollzugsanstalt Tegel in Berlin von Gefangenen in Eigenverantwortlichkeit erstellt. Deutschlandweit ist der lichtblick die einzige unabhängige und unzensierte Gefangenenzeitschrift.
Mit einer Auflage von derzeit 7000 Exemplaren ist der lichtblick mit Stand 2025 die auflagenstärkste Zeitschrift ihrer Art. Aktuell gibt es 4600 Abonnenten, darunter aus den USA, Südafrika und Australien.
Der Bezug der Zeitschrift ist kostenlos, wird von Lesern jedoch des Öfteren mit einer Geld- oder Briefmarkenspende honoriert. Thematisch bewegt sich die Redaktion hauptsächlich im Bereich des Strafvollzuges erwachsener Männer und erörtert auf regionaler und bundesweiter Ebene Probleme, Missstände und Neuerungen in den Anstalten sowie in der Strafvollzugsgesetzgebung.

## Geschichte und Entwicklung
Seit den späten 1950er Jahren gab es Bestrebungen, eine Gefangenenzeitung im Berliner Vollzug einzuführen. Verwirklicht wurde dies jedoch erst am 25. Oktober 1968, als die auf Betreiben des damaligen leitenden Regierungsdirektors Wilhelm Glaubrecht ins Leben gerufene Zeitung der lichtblick erstmals erschien. Zu diesem Zeitpunkt gab es noch zwei weitere Gefangenenzeitungen in Deutschland, doch nur der lichtblick wurde nach presserechtlichen Regeln durch Gefangene redigiert. Der Leitgedanke war von Anfang an, eine Zeitung von Gefangenen für Gefangene zu erstellen und jeglichen inhaltlichen Einfluss durch die Anstaltsleitung fernzuhalten. Gewollt war auch eine Auflockerung des Verhältnisses zwischen Justizvollzugsbeamten und Inhaftierten durch selbstständige, aber sachliche Berichterstattung. Das erarbeitete erste Statut stellt ein bis auf den heutigen Tag gültiges Novum in Sachen Zusammenarbeit und Vertrauen zwischen Anstaltsleitung und Inhaftierten dar.
Seit der Gründung 1968 verfassten hunderte innerhalb sowie außerhalb von Gefängnismauern befindliche Personen Texte für die Zeitung der lichtblick. Die personelle Zusammensetzung der Redaktion befindet sich durch Haftentlassungen von Redakteuren und die folgende Neubesetzung im stetigen Wandel. Gleichbleibend ist das tradierte Format, die Thematik und das Erscheinen der Zeitschrift an sich. Sowohl Gestaltung und Umfang der Zeitschrift als auch die Höhe und Frequenz der Auflage wurde mit den Jahren immer wieder aktualisiert und angepasst. Seit Gründung ist die Zeitung lückenlos veröffentlicht worden, mit Ausnahme im Jahr 2022, was sich seit 2014 anhand eines digital erstellten Archivs nachvollziehen lässt.
Die Gefangenzeitung wurde unterstützt durch den Förderverein Lichtblick e. V.

## Redaktion
Verantwortlicher Chefredakteur 2012/2013 war der stadtbekannte ehemalige Hausbesetzer und Bankräuber Dieter Wurm.
Im März 2018 arbeitete die vierköpfige Redaktion in der ehemaligen Drei-Mann-Zelle Nummer 117 mit moderner Büro- und Computertechnik. Da sie allerdings keinen Internetanschluss haben darf, ist sie bei Recherchen auf Freunde und Bekannte außerhalb des Strafvollzugs angewiesen.
Im November 2018 bildeten fünf Gefangene die Redaktion. Sie können über einen redaktionseigenen Telefon- und Internetanschluss unbeschränkt mit der Außenwelt kommunizieren. Mit Hilfe von sogenannten Läuferausweisen kann die Redaktion sich im Gefängnis frei bewegen und hat so Zugang zu fast allen Insassen. Eine Zensur findet nicht statt. Auch die Anstaltsleitung erhält die Zeitung erst nach dem Druck.
Am 31. August 2022 wurden die Redaktionsräume durchsucht und sämtliche Rechner durch die Polizei beschlagnahmt. Die damals nur aus zwei Häftlingen bestehende Redaktion wurde aufgelöst. Dem damals verantwortlichen Redakteur wird vorgeworfen, er habe mithilfe der Rechner betrügerische Geschäfte gemacht. Seit Dezember 2022 werden die Häftlinge in einem durch die taz Panter-Stiftung finanzierten journalistischen Projekt durch wöchentliche Workshops beim Aufbau einer neuen fünfköpfigen Lichtblick-Redaktion unterstützt.
Im Mai 2023 erschien eine neue Ausgabe, welche von der neuen Redaktion herausgegeben wurde.
Seit dem 7. Juli 2023 hat die Lichtblick-Redaktion eine neue Internetpräsenz. Sie ist nunmehr auch bei X (Twitter) zu finden.
Verantwortlicher im Sinne des Presserechts ist Steffen Kahrels.